# جزایر کایمن

## مشخصات

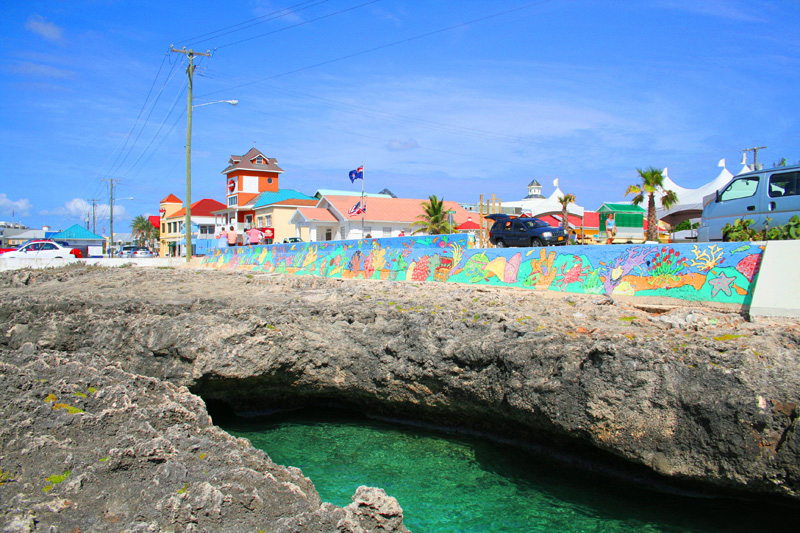
بارانداز جورج تاون

جزایر کایمن مستعمره ماوراء دریاهای بریتانیای کبیر در شرق دریای کارائیب
- مساحت: ۲۶۰ کیلومتر مربع

جمعیت: ۶۲٬۰۰۰ نفر
- پایتخت: جورج تاون
- واحد پول: دلار جزایر کایمن
- پبش شماره تلفن: ۳۴۵ ۱

## جزایر کایمن
جزایر کایمن عبارتند از:
- گراند کایمن
- لیتل کایمن
- مایمن براک